# 加州列車
加州列車（报告标记JPBX）是美国加利福尼亚州的一条通勤铁路线路，服务旧金山半岛和圣克拉拉谷（硅谷）。多數班車南端终点為位于圣荷西的狄里登車站，平日高峰时段四班來回列車延伸至吉尔罗伊站。北端终点位于旧金山的舊金山第四及國王街站。Caltrain共有28个常规停靠站，一个仅限工作日的限时停靠站（学院公园站），一个仅限周末的停靠站（百老汇站），以及一个仅限橄榄球比赛日的停靠站（史丹福站）。2019年，平日平均客流量超过63,000人次，但受到COVID-19疫情影响：2022年8月Caltrain的平日平均客流量为18,600人次。
Caltrain由半岛走廊联合管理委员会（PCJPB）管理，该委员会由Caltrain服务的三个县的机构组成：圣克拉拉县、旧金山和圣马特奥县。每个成员机构在九人董事会中有三名代表。成员机构包括圣塔克拉拉谷交通署、三藩市交通局以及聖馬刁郡運輸委員會（SamTrans）。
歷史上Caltrain使用柴油机车營運。2017年開工的“Caltrain现代化计划 (CalMod)”在舊金山第四及國王街站和聖荷西塔米恩站区间对线路进行电气化，並於2024年9月21日起，舊金山和聖荷西之間所有班車改由施泰德KISS電聯車服務；柴電列车将继续使用在聖荷西和吉尔罗伊間的班車。

## 列车等级
加州列车共有3种列车等级，分别是各站停车列车（Local）、特别列车（Limited，部分车站不停车）和快速列车（即Express，停站最少）。加州列车的车次为三位数，首位表明列车等级，后两位为车次序号，车次尾号的奇偶代表运行方向，偶数车次为南行，奇数车次为北行；但部分车种的车次牌只显示后两位数。
- 工作日开行的列车车次首位为1、2或3，其中1字头为各站停车车次，2字头为快速车次，3字头为特急车次。[7]
- 周末开行的列车车次首位为4或8，其中4字头为各站停车车次，8字头为周末特急车次。[8]

2024年9月21日起，加州列车在实现电气化后启用新时刻表。新时刻表在工作日于旧金山和圣何塞狄里登之间提供104班（52对）列车服务，每三十分钟开行一班各站停车列车，同时有部分列车前往塔米恩。在工作日高峰期还有特急（沿途仅停靠22街、南旧金山、密尔布瑞、圣马特奥、希尔斯戴尔、红木城、帕罗奥图、山景城和森尼维尔）和快速（旧金山与红木城之间按照特急停靠站停车，红木城至圣何塞间则各站停靠）列车。柴油列车继续使用于圣何塞和吉尔罗伊之间的南部县连接线（South County Connector），工作日高峰期每方向各开行4班车，并图定在圣何塞狄里登同台换乘特急或快速列车。周末服务双倍加密到66班（33对）列车，均为在旧金山和圣何塞狄里登间开行的各站停车列车，其中部分列车延长到塔米恩。

## 車票種類與收費標準
在車上沒有出售車票，乘客必須在上車前在車站購買車票，或是使用路路通卡刷卡。搭車時如果未持有效的票務證明，將會收到罰單。
車票分以下幾種:
- 單程票: 收費方式按起站與終站所在區域之間隔收取，共劃分為六區，購買後四個小時內有效。
- 一日票: 一日之內可以在購買時所指定的區間內, 不限次數搭乘。
- 八次票: 此一票種只能透過路路通卡使用，在購買時所指定的區間不限方向使用8次，自購買後30天內有效。
- 月票: 此一票種只能透過路路通卡使用，一個月內可任意不限次數搭乘購買時所指定的區間，在週末與假日可不限區間搭乘。
- 跨區間加價票: 此一票種只可以配合單程票、一日票或月票使用。在使用前述三種票時，如欲搭乘超過車票上所指定的區間時，就必須加購此一種車票。
- 65歲及以上老人、殘障人士、18歲及以下兒童票價约是全票的一半。

以下為全票票價表:
| 種類         | 付費方式 | 同一個區間內 | 橫跨兩個區間 | 橫跨三個區間 | 橫跨四個區間 | 橫跨五個區間 | 橫跨六個區間 |
| ------------ | -------- | ------------ | ------------ | ------------ | ------------ | ------------ | ------------ |
| 單程票       | 售票機   | 3.75美元     | 6.00美元     | 8.25美元     | 10.50美元    | 12.75美元    | 15.00美元    |
| 單程票       | 路路通   | 3.20美元     | 5.45美元     | 7.70美元     | 9.95美元     | 12.20美元    | 14.45美元    |
| 一日票       | 售票機   | 7.50美元     | 12.00美元    | 16.50美元    | 21.00美元    | 25.50美元    | 30.00美元    |
| 跨區間加價票 | 售票機   | 2.25美元     | 2.25美元     | 2.25美元     | 2.25美元     | 2.25美元     | 2.25美元     |
| 月票         | 路路通   | 96.00美元    | 163.50美元   | 231.00美元   | 298.50美元   | 366.00美元   | 433.50美元   |

## 车站一览

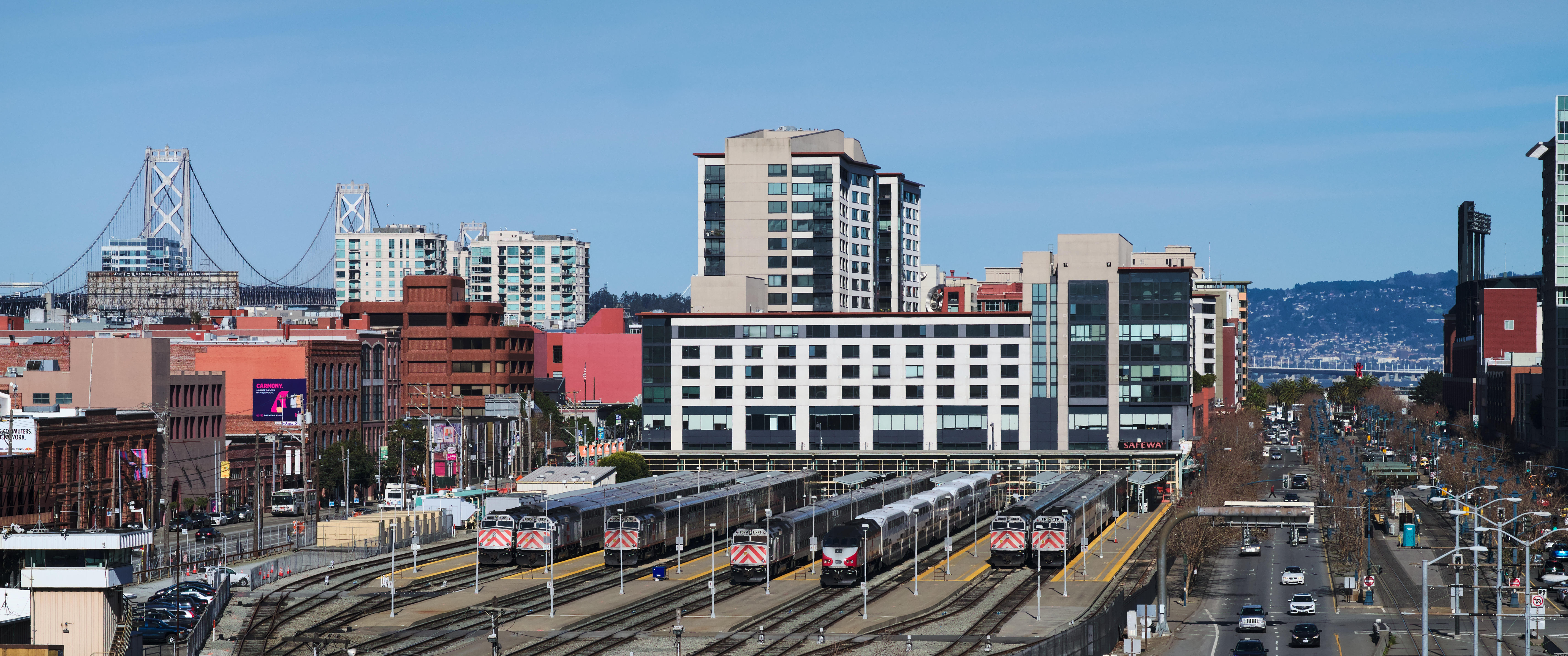
北端终点站，舊金山第4及國王街站

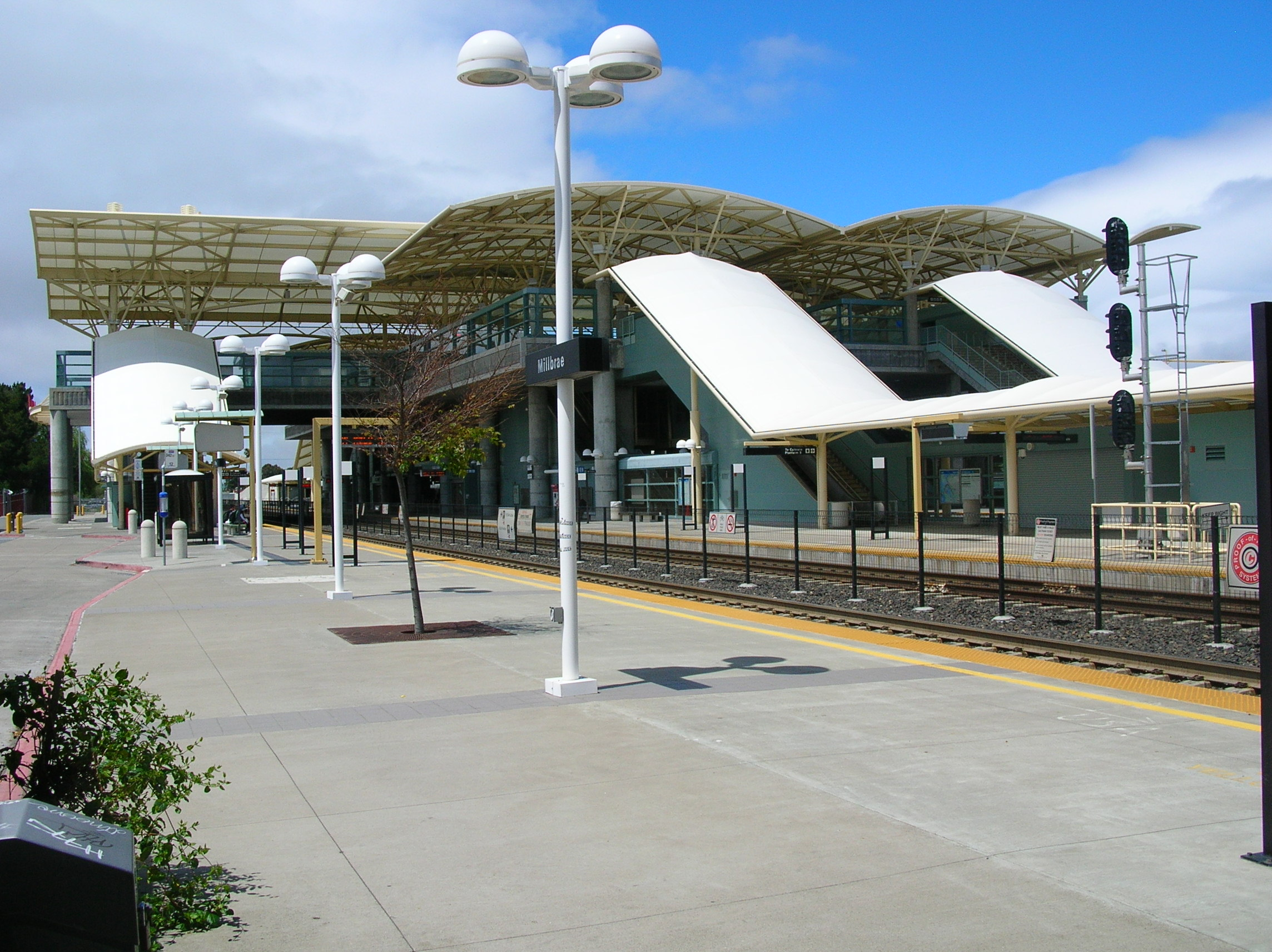
密爾布瑞站下行站台

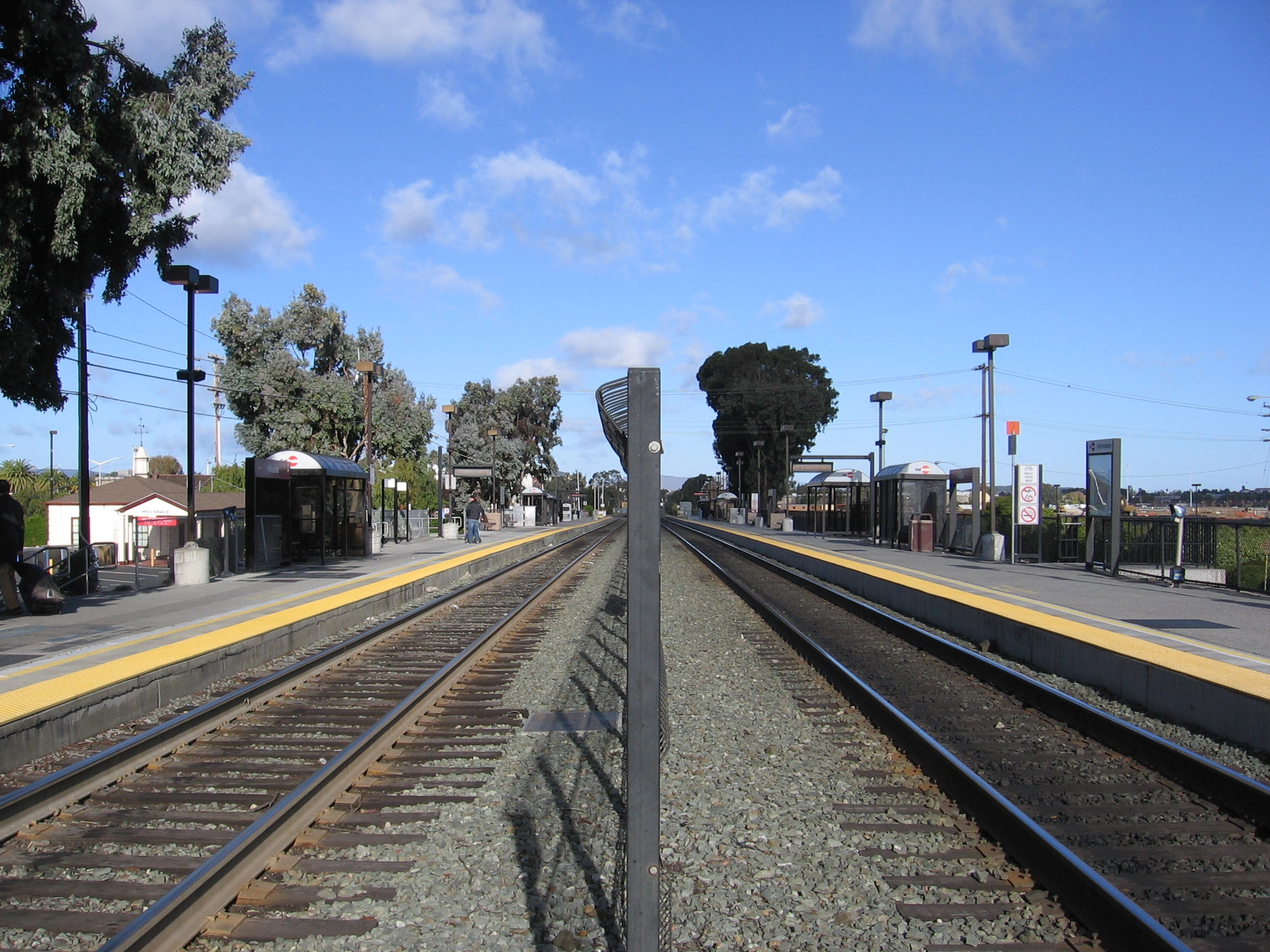
希爾斯戴爾站

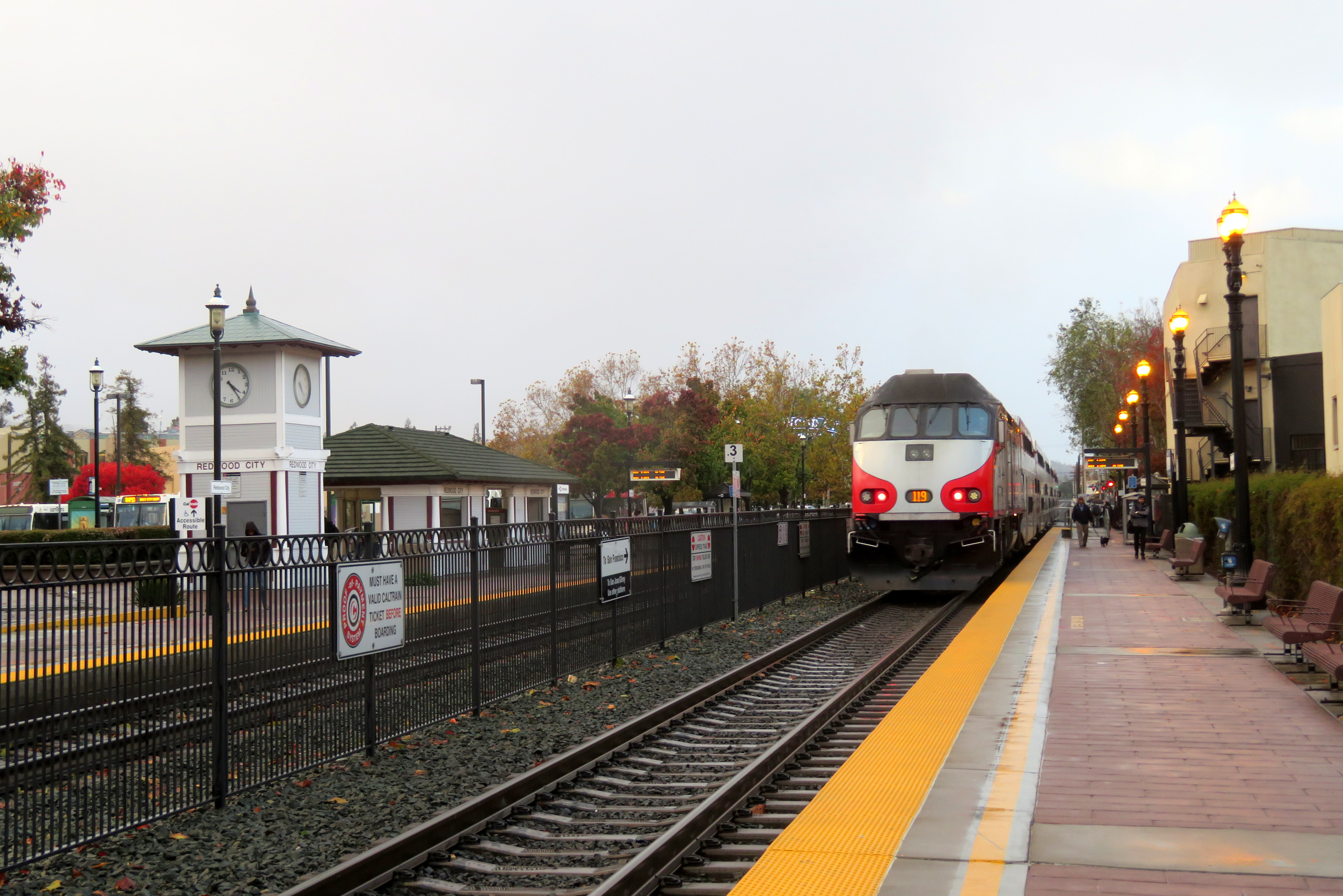
一輛上行列車駛離紅木城站。

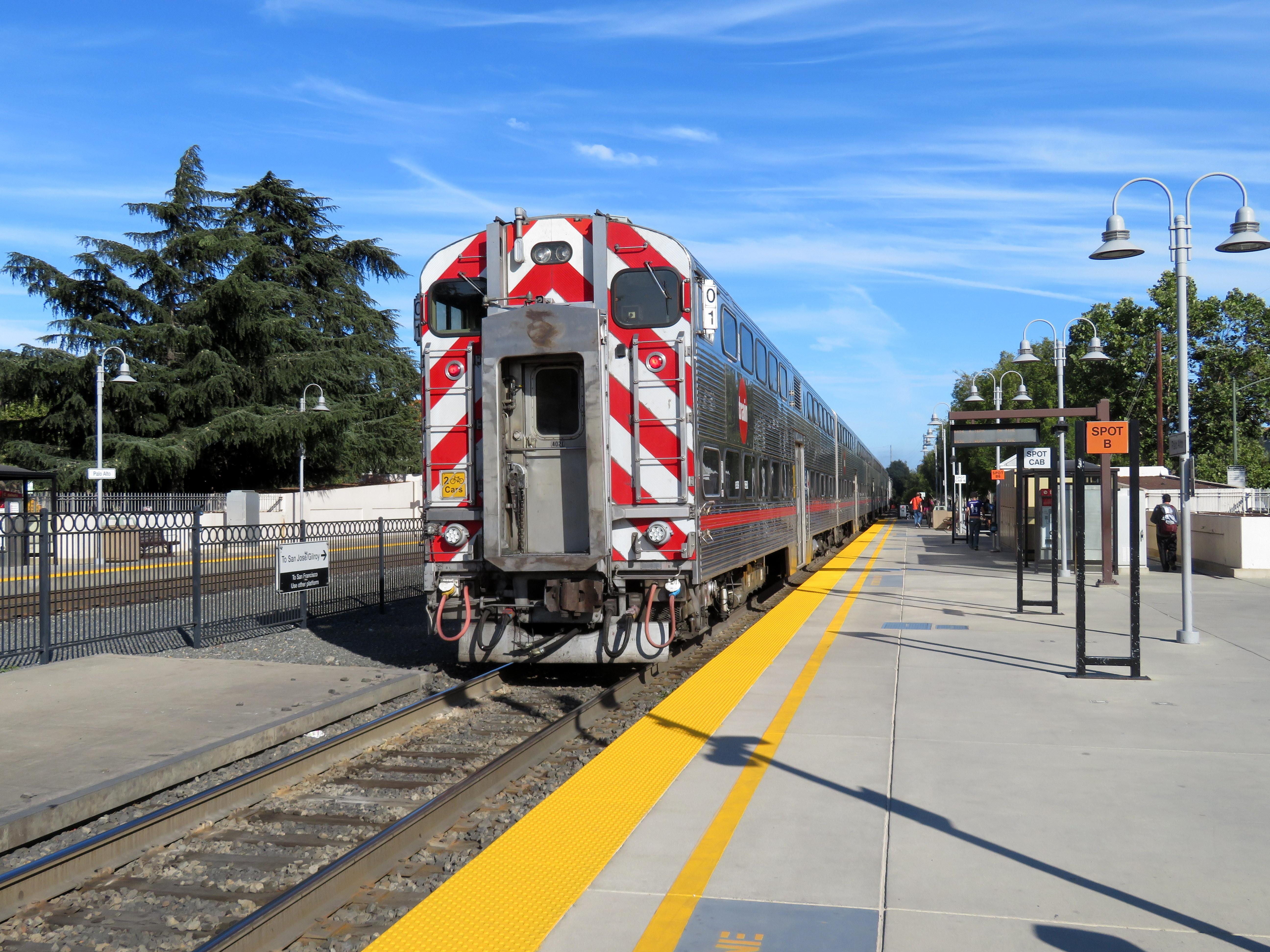
一輛下行列車駛離帕羅奧圖站。

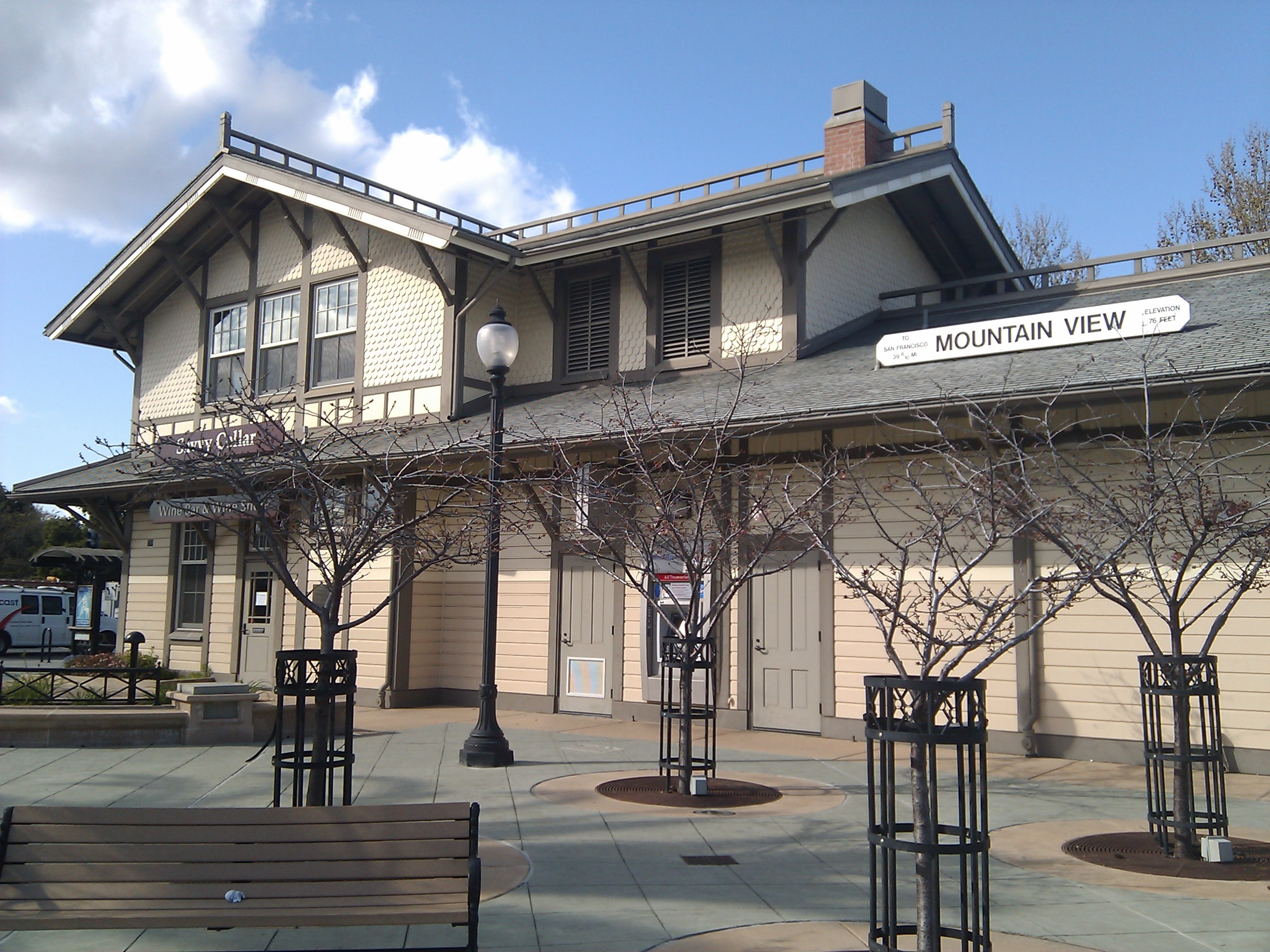
山景城站

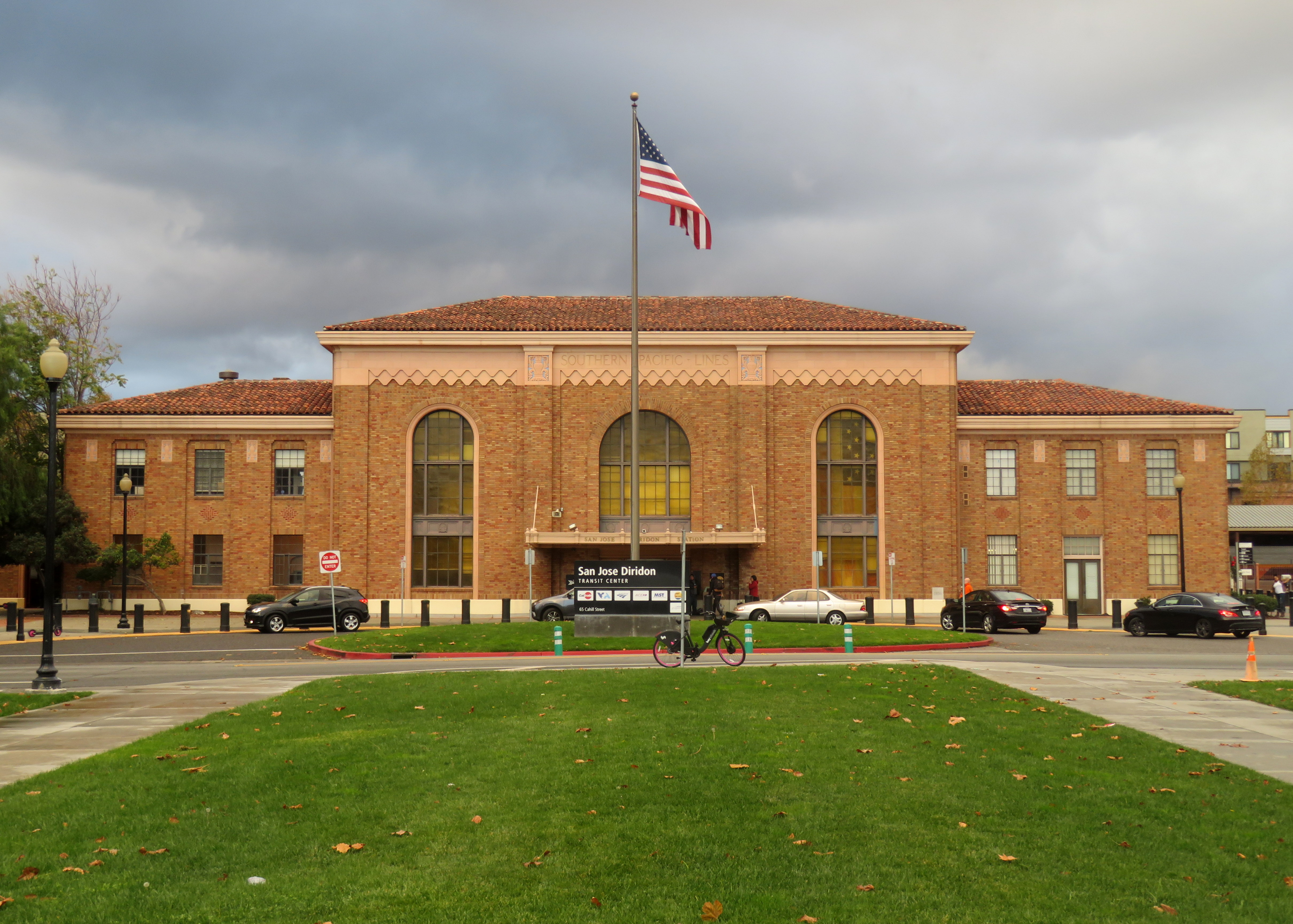
聖荷西狄里登車站

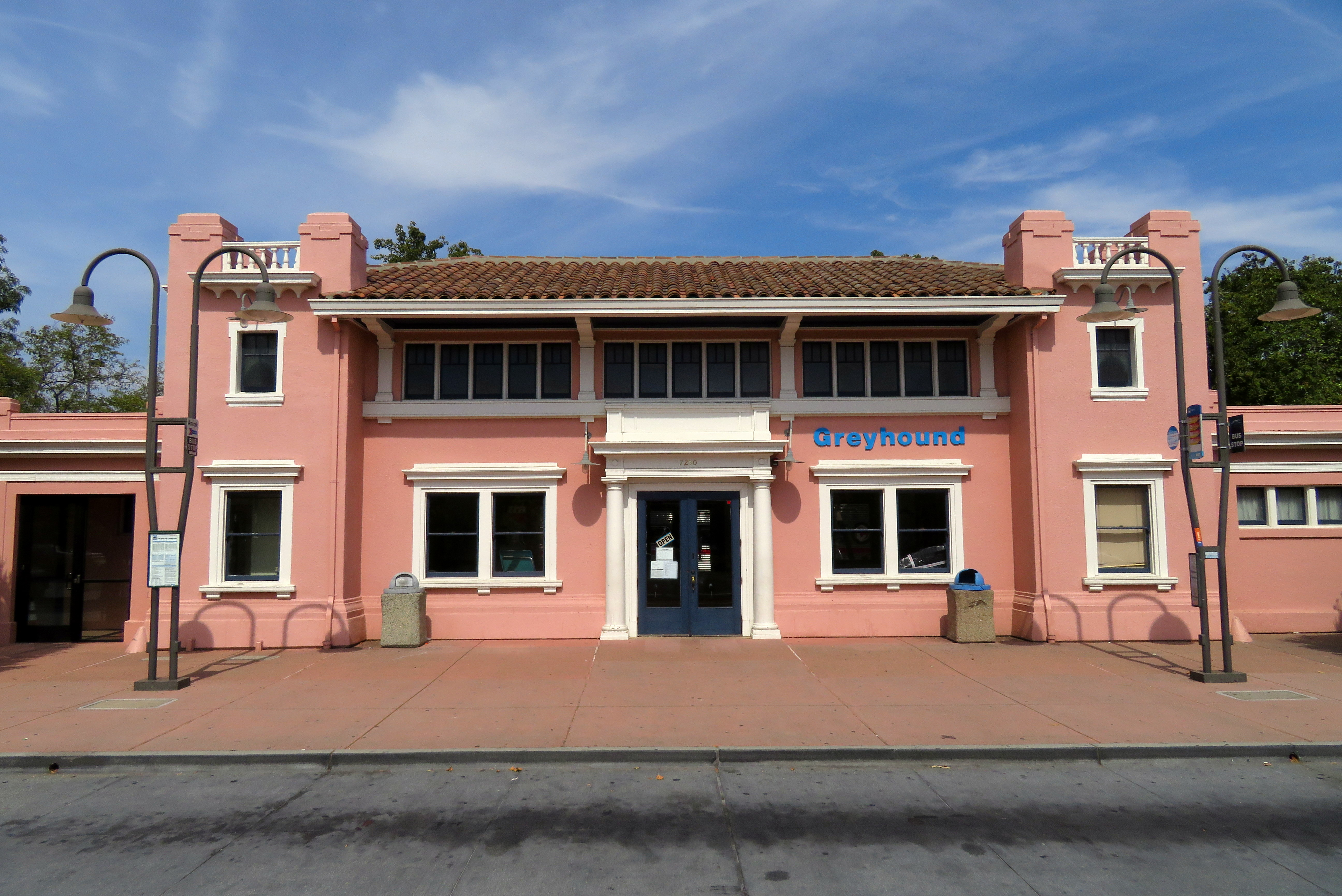
吉爾羅伊站

| ^                  | 限時換乘站                                         |
| 可換乘其他交通系統 | 可換乘其他鐵路系統的車站                           |
| *                  | 特快列車停靠站                                     |
| *^                 | 特快列車停靠站/限時換乘站                          |
| *                  | 特快列車停靠站/可換乘其他鐵路系統的車站            |
| †                  | 線路終點站                                         |
| *†                 | 特快列車停靠站/可換乘其他鐵路系統的車站/線路終點站 |
| 站名               | 有限班次經停的車站                                 |

| 區間 | 距離 （英里） | L 特别 | E 快速 | 車站                                                                          | 工作日載客量注1 （2019年） |
| ---- | ------------- | ------ | ------ | ----------------------------------------------------------------------------- | -------------------------- |
| 1    | 0.2           | ●      | ●      | *† 舊金山 (San Francisco) · ()                                                | 15,027                     |
| 1    | 1.9           | ●      | ●      | * 22街 (22nd Street)                                                          | 1,872                      |
| 1    | 5.2           |        |        | 灣岸 (Bayshore)                                                               | 260                        |
| 1    | 9.3           | ●      | ●      | 南舊金山 (South San Francisco)                                                | 453                        |
| 1    | 11.6          |        |        | 聖布魯諾 (San Bruno)                                                          | 751                        |
| 2    | 13.7          | ●      | ●      | * 密爾布瑞 (Millbrae) · () 經由BART連接舊金山國際機場                         | 3,194                      |
| 2    | 15.2          |        |        | 百老匯 (Broadway) 僅周六周日停靠                                              | -                          |
| 2    | 16.3          |        |        | 伯靈格姆 (Burlingame)                                                         | 1,131                      |
| 2    | 17.9          | ●      | ●      | * 聖馬特奧 (San Mateo)                                                        | 2,324                      |
| 2    | 19.1          |        |        | 海沃德公園 (Hayward Park)                                                     | 506                        |
| 2    | 20.3          | ●      | ●      | * 希爾斯戴爾 (Hillsdale)                                                      | 3,217                      |
| 2    | 21.9          |        |        | 貝爾蒙特 (Belmont)                                                            | 718                        |
| 2    | 23.2          |        |        | ^ 聖卡洛斯 (San Carlos)                                                       | 1,341                      |
| 2    | 25.4          | ●      | ●      | *^ 紅木城 (Redwood City)                                                      | 4,220                      |
| 3    | 27.8          |        |        | 艾瑟頓 (Atherton) 僅周六周日停靠                                              | -                          |
| 3    | 28.9          | ●      |        | 1,639                                                                         |                            |
| 3    | 30.1          | ●      | ●      | * 帕羅奧圖 (Palo Alto)                                                        | 7,384                      |
| 3    | 30.8          |        |        | 史丹福 (Stanford) 僅在史丹福球場舉辦活動時停靠                                | -                          |
| 3    | 31.8          | ●      |        | 加利福尼亞大街 (California Avenue)                                            | 1,634                      |
| 3    | 34.1          | ●      |        | 聖安東尼奧 (San Antonio)                                                      | 1,017                      |
| 3    | 36.1          | ●      | ●      | * 山景城 (Mountain View) · ()                                                 | 4,560                      |
| 3    | 38.8          | ●      | ●      | * 森尼維爾 (Sunnyvale)                                                        | 3,208                      |
| 4    | 40.8          | ●      |        | 羅倫斯 (Lawrence)                                                             | 1,004                      |
| 4    | 44.7          | ●      |        | 聖塔克拉拉 (Santa Clara) · ( ) · 經由VTA60路公交車連接諾曼·峰田聖荷西國際機場 | 1,074                      |
| 4    | 46.3          |        |        | 學院公園 (College Park) 貝拉明預科學院通勤時間                                | 103                        |
| 4    | 47.5          | ●      | ●      | *† 聖荷西狄里登 (San Jose Diridon) · ( )                                      | 4,795                      |
| 4    | 49.1          |        |        | *† 塔米恩 (Tamien) · ()                                                       | 1,422                      |
| 5    | 52.4 UNRR     |        |        | 議會 (Capitol) 僅工作日通勤時間停靠                                           | 71                         |
| 5    | 55.7 UNRR     |        |        | 興旺山 (Blossom Hill) 僅工作日通勤時間停靠                                    | 159                        |
| 6    | 67.5 UNRR     |        |        | 摩根山丘 (Morgan Hill) 僅工作日通勤時間停靠                                   | 251                        |
| 6    | 71.2 UNRR     |        |        | 聖馬丁 (San Martin) 僅工作日通勤時間停靠                                      | 84                         |
| 6    | 77.4 UNRR     |        |        | † 吉爾羅伊 (Gilroy) 僅工作日通勤時間停靠                                      | 187                        |

## 未來計劃

### 加州高速鐵路共用系統
早期加州高速鐵路規劃在舊金山半島鋪設新的軌道，但後來在與多方民意和地方政府討論後，決定在舊金山到聖荷西之間與加州列車共用軌道。
在一份運行模擬計劃報告書中提到，在不使用列車待避的運行方式下，尖峰時刻每小時將可運行六班加州列車與兩班高鐵列車。在利用列車待避的運行方式時，每小時則運行六班加州列車與四班高鐵列車。
此計劃可大略分為以下幾個部分：
1. 將加州列車現代化
2. 建設新的高鐵車站
3. 在部分路段新增軌道以利列車交會與列車待避
4. 在舊金山將軌道由現有的終點站延伸至新的舊金山轉運站(Transbay Transit Center)
5. 平交道加固四柵欄化，或平交道立體化

## 车底

### 动车组

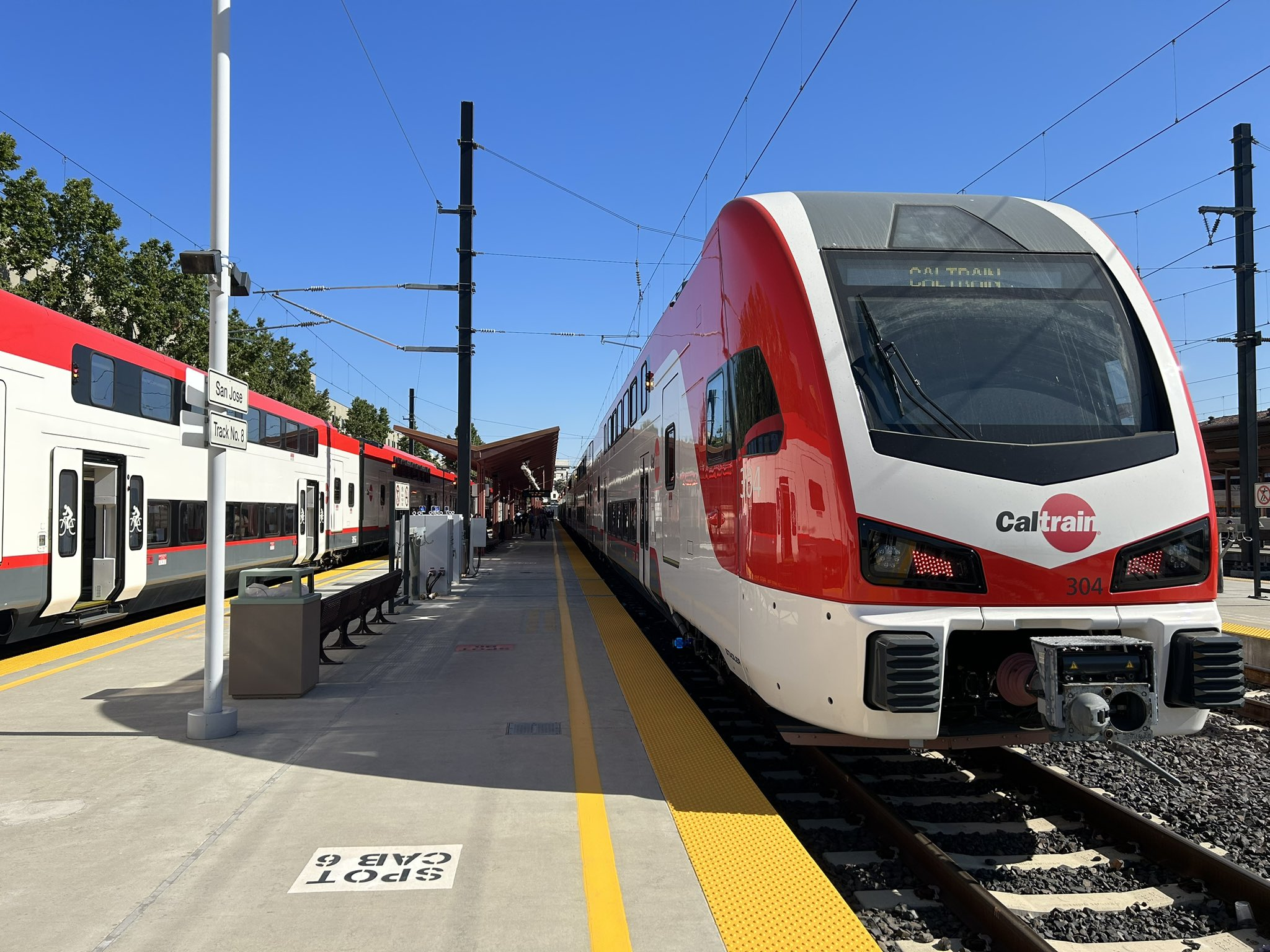
位于圣何塞的加州列车KISS电力动车组

2016年8月，Caltrain授予施泰德一项价值5.51亿美元的合同，用于生产96辆施泰德KISS系列电力动车组（EMU）所需的电气化线路列车。这些列车将被编成16组，并计划于2019年8月前交付用于测试。根据合同，Caltrain还可选择未来采购额外的96辆电动车组，额外费用为3.85亿美元。
2018年12月，Caltrain的日均客运量报告达到65,000人次，预计到2040年将达到240,000人次。因此，在获得加利福尼亚州交通局交通与城际铁路资本计划的资金支持后，Caltrain董事会批准了从施泰德购买额外车辆的计划，将车队从16组六节车厢的列车增加到19组七节车厢的列车。
2023年8月，Caltrain决定追加订购四组七节车厢的电力动车组（2.2亿美元）和一组四节车厢的蓄电池电力动车组（BEMU）（8,000万美元）。到2030年，将形成23组电力动车组、6组柴油牵引列车和1组BEMU列车，预计90%以上的服务将使用电力列车。BEMU列车将用于圣荷西与吉尔罗伊之间未电气化的线路部分。
新列车将为双层设计，长515英尺3英寸（157.05），并能适应22和50.5-英寸（559和1,283-）两种站台高度，以便与加州高铁列车共享设施。列车最高速度可达110 mph（177 km/h），但实际运行速度可能限制在79英里每小時（127每小時）。电力动车组的加速性能将显著优于现有列车。现有柴油电力机车的起始牵引力为EMD F40PH-2的65,000 lbf（290 kN）和MPI M36PH-3C的85,000 lbf（380 kN），而六节车厢的KISS电力动车组的起始牵引力为121,400 lbf（540 kN）。
第一辆施泰德KISS于2020年7月由Stadler的盐湖城工厂完成，并送往科罗拉多州普韦布洛的运输技术试验中心进行高速测试。
2024年8月11日，Caltrain开始电力动车组的载客公共营运。初期仅两列动车组投入运营，之后每周加入新的动车组直至9月21日在旧金山和塔米恩之间全面普及电力动车组服务。同时，作为电气化工作的一部分，实施了一份新的时刻表。
| 制造商 | 型号       | 种类        | 编号                             | 数量         | 座位 | 上线日期        | 上线日期     | 备注           | 图片 |
| 制造商 | 型号       | 种类        | 编号                             | 数量         | 座位 | Entered service | Left service | 备注           | 图片 |
| ------ | ---------- | ----------- | -------------------------------- | ------------ | ---- | --------------- | ------------ | -------------- | ---- |
| 施泰德 | 施泰德KISS | EMU司机车   | 301-346                          | 23組 (161節) |      | 2024年8月11日   |              | 服役中/ 製造中 |      |
| 施泰德 | 施泰德KISS | EMU旅客列车 | 奇數司機車號 + 1、2、3、5、6尾數 | 23組 (161節) |      | 2024年8月11日   |              | 服役中/ 製造中 |      |
| 施泰德 | 施泰德KISS | BEMU        |                                  | 1組 (4節)    |      |                 |              | 製造中         |      |

### 客车

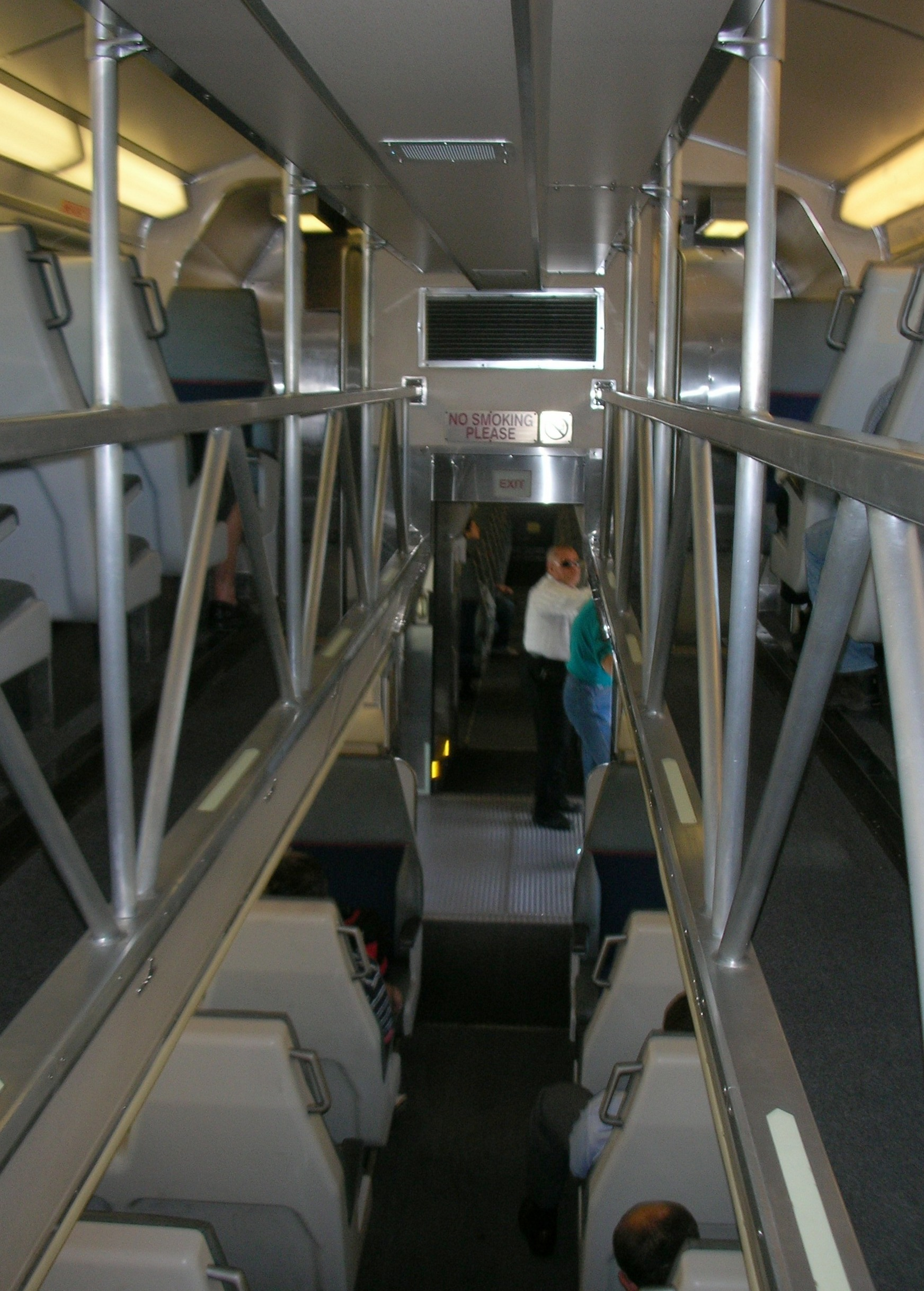
二層閣樓式列車

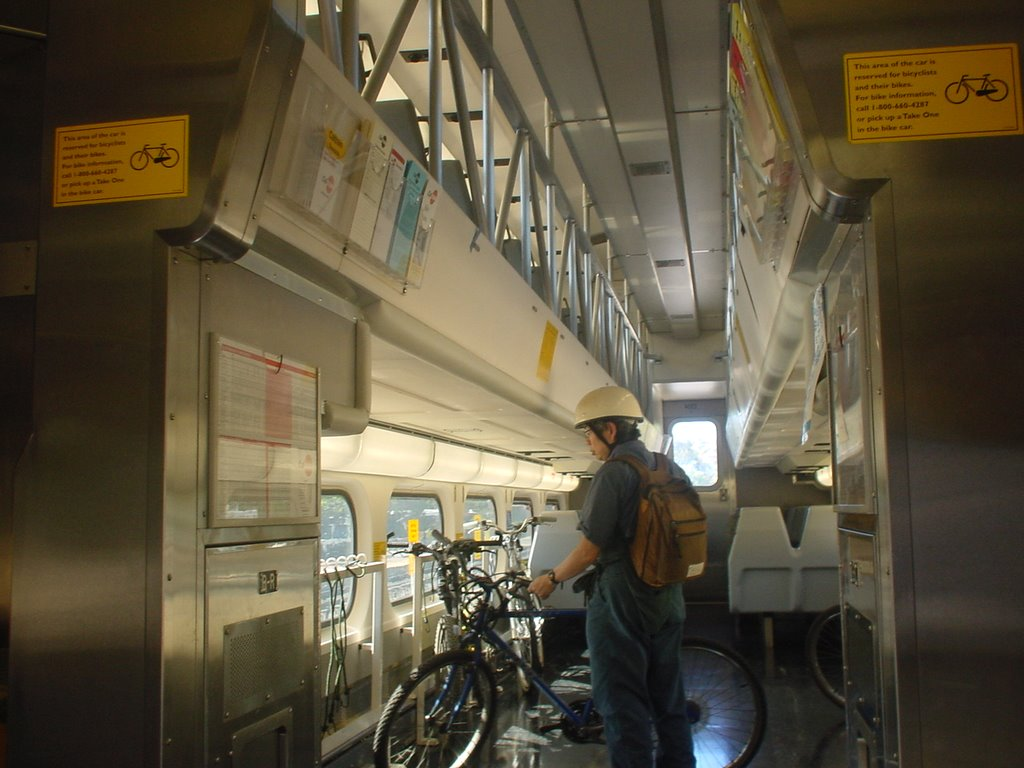
雙層閣樓式列車（第一層可停單車）

| 標號        | 數量 | 型號                            | 製造商     | 出廠年份 | 座位數 | 註解                                                       |
| ----------- | ---- | ------------------------------- | ---------- | -------- | ------ | ---------------------------------------------------------- |
| 3800-3825   | 26   | 二層閣樓式列車                  | 日本車輛   | 1985 (a) | 142    | 設有行李架                                                 |
| 3826-3835   | 10   | 二層閣樓式列車                  | 日本車輛   | 1985 (a) | 108    | 可容納單車數量: 40                                         |
| 3836-3841   | 6    | 二層閣樓式列車                  | 日本車輛   | 1985 (a) | 148    | --                                                         |
| 3842-3851   | 10   | 二層閣樓式列車                  | 日本車輛   | 1986 (a) | 148    | --                                                         |
| 3852-3865   | 14   | 二層閣樓式列車                  | 日本車輛   | 2000     | 120    | 設有洗手間 設有輪椅專用區                                  |
| 4000-4020   | 21   | 雙層閣樓式列車 (第一層可停單車) | 日本車輛   | 1985     | 97     | 可容納單車數量:40 設有洗手間                               |
| 4021-4026   | 6    | 雙層閣樓式列車 (第一層可停單車) | 日本車輛   | 2000     | 78     | 可容納單車數量: 40 設有輪椅專用區 設有洗手間               |
| 112-118     | 7    | 雙層列車 (第一層可停單車)       | 龐巴迪公司 | 2002     | 114    | 可容納單車數量: 24 符合美國身心障礙法案設施規定 設有洗手間 |
| 219         | 1    | 雙層列車 (第一層可停單車)       | 龐巴迪公司 | 2002     | 127    | 可容納單車數量: 24 符合美國身心障礙法案設施規定 設有洗手間 |
| 220-230 (b) | 9    | 雙層列車                        | 龐巴迪公司 | 2002     | 144    | 符合美國身心障礙法案設施規定 設有洗手間                    |
| 119-120     | 2    | 雙層列車 (第一層可停單車)       | 龐巴迪公司 | 2008     | 114    | 可容納單車數量: 24 符合美國身心障礙法案設施規定 設有洗手間 |
| 231-236     | 6    | 雙層列車                        | 龐巴迪公司 | 2008     | 140    | 符合美國身心障礙法案設施規定 設有洗手間                    |